# Kanton Le Moule
Kanton Le Moule (francouzsky Canton du Moule) je francouzský kanton v departementu Guadeloupe v regionu Guadeloupe. Byl ustaven v roce 2015 a tvoří ho obec Le Moule.